# 1392
Cette page concerne l'année 1392  du calendrier julien. Pour l'année 1392 av. J.-C., voir 1392 av. J.-C.
L'année 1392 est une année bissextile qui commence un lundi.

## Événements

### Asie

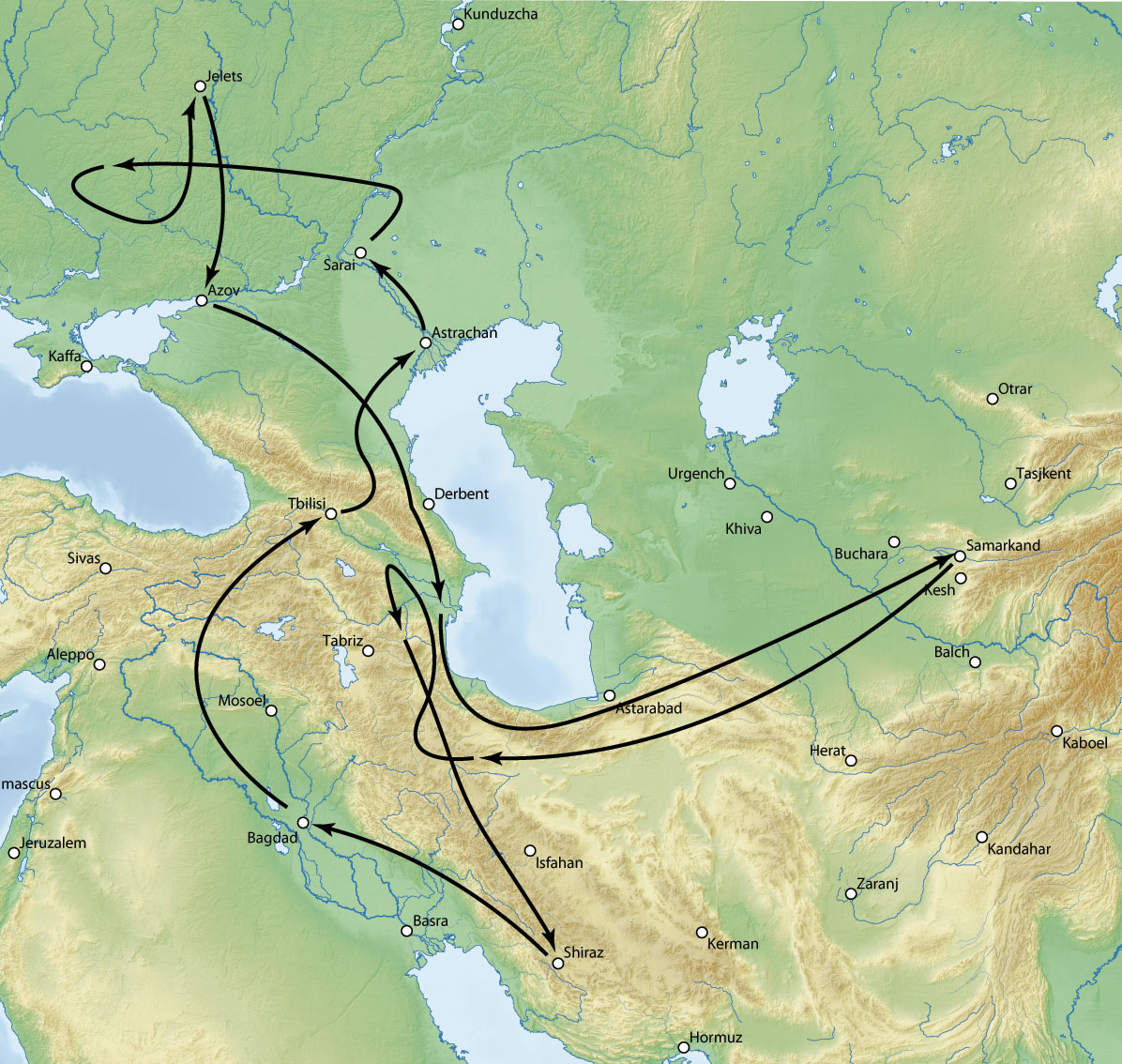
Campagnes de Tamerlan en Perse et contre la Horde d'or de 1392 à 1396

- Juin : après un raid victorieux contre la Horde d'or, Tamerlan quitte Samarkand pour achever la conquête de la Perse[1].
- 5 août : en Corée, le général Yi Song-gye devient roi sous le nom de Taejo[2]. Son avènement marque la fin de la période Goryeo. Il est le premier souverain de la dynastie Joseon (fin en 1910). La nouvelle dynastie a de bonnes relations avec le Japon.
  - Durant le XIVe siècle, les Coréens sont fortement influencés par des théories du philosophe chinois Zhu Xi. Ce système de valeurs stimule les classes moyennes de l’administration du Goryeo, et leur mouvement pour une réforme politique et sociale est à l’origine de l’accession au pouvoir de la dynastie Joseon. Les premiers rois Joseon et leur élite établissent une structure politique et sociale qui résistera à tous les défis jusqu’en 1910.
- 15 octobre[3], Japon : un envoyé des Ashikaga persuade le véritable empereur de Yoshino, Go-Kameyama, d’abdiquer et de renoncer aux prérogatives royales qui avaient un caractère sacré.
- 21 octobre[3] : le prétendant du Nord, Go-Komatsu, devient seul empereur (fin en 1412). Le troisième shogun Ashikaga, Yoshimitsu Ashikaga, unifie le Japon. Fin de l'Époque Nanboku-chō et de 60 ans de guerre civile.

- Début du règne d'Elbek, grand khan des Mongols (fin en 1399)[4].
- Le gouverneur du Mâlwa Dilawar Khan cesse d'envoyer le tribut au sultan de Delhi[5].

### Europe
- 19 janvier[6] : prise de Skopje par les Turcs.
- 28 janvier[7] : paix de Gênes entre Milan et Florence.
- 11 février : couronnement de Manuel II Paléologue, empereur byzantin (jusqu'en 1425)[8].
- 25 mars : Marie Ire de Sicile et son époux Martin le Jeune débarquent à Trapani accompagnés de forces militaires. Ils se font couronner en mai à Palerme, puis se heurtent à une révolte des barons siciliens et doivent se réfugier à Catane[9].
- 14 juin : attentat manqué de Pierre de Craon contre le connétable de France Olivier de Clisson[10]. À la suite de la tentative d'assassinat sur Olivier V de Clisson, Charles VI déclare la guerre à Jean IV de Bretagne.
- 16 juin[11] : le doge de Gênes Antoine Adorno est renversé par un soulèvement conduit par Antoine Montalto qui le remplace (fin en 1393).
- 4 août : accord d'Ostrów (en) entre Ladislas II Jagellon et Vytautas le Grand, qui devient grand-duc de Lituanie. Fin de la guerre civile en Lituanie[12].
- 5 août : le roi Charles VI de France est victime, dans la forêt du Mans, de la première crise de la folie qui va marquer tout le reste de son règne. Après avoir tué quatre hommes et tenté de tuer son frère Louis d'Orléans, il s'enfuit. Ses suivants mettront une heure à le retrouver et à le maîtriser. Les Marmousets sont renvoyés par les oncles du roi Louis d'Orléans et le duc de Bourgogne Philippe II le Hardi qui prennent les rênes du gouvernement[13]. Isabeau de Bavière préside le conseil de régence.

- La Bulgarie passe sous la domination des Ottomans[14] (1392-1396).
- Constantinople est assiégée par les Turcs qui lui imposent un lourd blocus jusqu'en 1402[15]. Une expédition vénitienne vient au secours de l’empire byzantin, en contrepartie de quoi Venise s’empare de Durazzo.
- Vassili Ier de Moscou achète Nijni Novgorod à la Horde d'or[16].
- Promulgation de la Carta de Logu par Éléonore d'Arborée, juge du judicat d'Arborée en Sardaigne, véritable code civil avant la lettre, il s'imposera jusqu'en 1827[17].